# Snegourotchka (film, 1968)
Pour plus de détails, voir Fiche technique et Distribution.
Snegourotchka (Снегурочка) est un film soviétique réalisé par Pavel Kadotchnikov, sorti en 1968,.

## Fiche technique
- Photographie : Alexandre Tchirov
- Musique : Vladislav Kladnitski
- Décors : Alekseï Fedotov